# Phrixocephalus carcellesi
Phrixocephalus carcellesi is een eenoogkreeftjessoort uit de familie van de Pennellidae. De wetenschappelijke naam van de soort is voor het eerst geldig gepubliceerd in 1944 door Brian.